# Eero Berg
Eero Berg (Kangasala, 17 de fevereiro de 1898 – Karijoki, 14 de julho de 1969) foi um atleta finlandês especialista em corrida de longa distância.
Participou dos Jogos Olímpicos de 1924, em Paris, onde conquistou a medalha de ouro na prova de cross-country por equipes e a medalha de bronze nos 10000 metros.